# 4168 Millan
A 4168 Millan (ideiglenes jelöléssel 1979 EE) a Naprendszer kisbolygóövében található aszteroida. Félix Aguilar Obszervatórium fedezte fel 1979. március 6-án.